# Condado de Brewster
El condado de Brewster es uno de los 254 condados del estado estadounidense de Texas. La sede del condado es Alpine, al igual que su mayor ciudad. El condado tiene un área de 16.039 km² (de los cuales 0 km² están cubiertos por agua) y una población de 8.866 habitantes, para una densidad de población de 0,5 hab/km² (según censo nacional de 2000). Este condado fue fundado en 1887. Es el mayor condado de Texas, por extensión territorial.

## Demografía
Según el censo de 2000, había 8.866 personas, 3.669 cabezas de familia, y 2.216 familias residiendo en el condado. La densidad de población era de 1 habitante por milla cuadrada.
La composición racial del condado era:
- 81,09% blancos
- 1,22% negros o negros americanos
- 0,85% nativos americanos
- 0,37% asiáticos
- 0,06% isleños
- 13,44% otras razas
- 2,98% de dos o más razas.

Había 3.669 cabezas de familia, de las cuales el 26,60% tenían menores de 18 años viviendo con ellas, el 46,70% eran parejas casadas viviendo juntas, el 10,00% eran mujeres cabeza de familia monoparental (sin cónyuge), y 39,60% no eran familias.
El tamaño promedio de una familia era de 2,96 miembros.
En el condado el 22,20% de la población tenía menos de 18 años, el 14,80% tenía de 18 a 24 años, el 24,50% tenía de 25 a 44, el 23,90% de 45 a 64, y el 14,60% eran mayores de 65 años. La edad promedio era de 36 años. Por cada 100 mujeres había 99,00 hombres. Por cada 100 mujeres mayores de 18 años había 98,40 hombres.

## Economía
Los ingresos medios de una cabeza de familia del condado eran de USD$27.386 y el ingreso medio familiar era de $33.962. Los hombres tenían unos ingresos medios de $26.934 frente a $21.250 de las mujeres. El ingreso per cápita del condado era de $15.183. El 12,60% de las familias y el 18,20% de la población estaban debajo de la línea de pobreza. Del total de gente en esta situación, 20,80% tenían menos de 18 y el 13,00% tenían 65 años o más.